# 法厳寺 (京都市山科区)
法厳寺（ほうごんじ）は、京都市山科区音羽南谷にある本山修験宗の寺院。山号は牛尾山。本尊は千手観音。「牛尾観音」の通称で知られる。音羽山の主峰である牛尾山の中腹に位置している。

## 歴史
そもそも、音羽山の山頂には「音羽山権現社」があり、垂仁天皇から「国土守護・国民豊楽」の祈念所とされたという。
その後、奈良時代に小島寺（子嶋寺）の延鎮上人が霊夢により金色に光る水源地に辿りつくと牛尾山に入山し、宝亀元年（770年）にこの地で行叡居士と出会ったという。
こうして当寺は天智天皇自らが御手彫りされたと伝わる観音菩薩像を本尊として、光仁天皇の勅許を賜って宝亀9年（778年）に創建されたとしている。
また、延鎮は約6キロ離れた清水寺の開山としても知られる。当地の地名である「音羽」は清水寺の山号と同じで、両寺の本尊は同じ木から彫られたとも伝わっている。
平安時代には空海や円珍たちにより当寺に密教が伝わり、当地も修行の場所となる。
江戸時代には清水寺との所縁から当寺は「清水寺の奥の院」と称された。しかし、明治時代になると廃仏毀釈によって荒廃した。
長らく法相宗の寺院であったが昭和初期に本山修験宗に改宗している。
2013年（平成25年）9月の台風18号の被害によって約200段の石段や門が流失し、寺と麓を結ぶ山道も土砂崩れで寸断されたが、後に復旧された。

## 境内
- 本堂（京都府暫定登録有形文化財） - 元禄2年（1689年）再建。
- 庫裏
- 鐘楼
- 弘法大師像
- 金生水 - 延鎮が霊夢により金色に光る水源地を探しに当地に来たというが、この水がそうであるという。
- 鎮守社
- 大杉堂 - 天狗のお面が安置されている。
- 護摩堂
- 天龍王神
- 大弁財天社
- 放生池
- 山門（黒門） - 冠木門。2020年（令和2年）3月17日再建。門前は桜の馬場と呼ばれる。
- 弘法大師像
- 大師堂
- 法厳寺里坊 - 山科区音羽中芝町にある。

## 文化財

### 京都府暫定登録有形文化財
- 本堂

## 前後の札所
通称寺の会（牛尾観音）

## 住所
- 京都府京都市山科区音羽南谷1

## 交通
- 京阪電鉄京津線 追分駅より徒歩約40分
- 京阪電鉄京津線 四宮駅より徒歩約45分